# Amadís de Francia
El Amadís de Francia o Nueva historia de Amadís de Francia (Newe Historia Vom Amadis auß Franckreich) es una larga serie de libros de caballerías en alemán en 24 tomos, traducción y continuación del Amadís de Gaula (1508) español, publicados entre 1569 y 1595, cuyos tres últimos volúmenes constituyen una continuación independiente en alemán de las anteriores.

## Historia de la serie en Alemania
En 1569 aparece el primer Amadis alemán: Newe Historia Vom Amadis auß Franckreich ("Nueva historia de Amadis de Francia"), en la imprenta de Sigmund Feyerabend en Fráncfort, con primorosos grabados. Tres años después aparece una segunda edición y, mientras tanto, se publican también los volúmenes II, III, IV y V. Con la impresión del libro II se fueron numerando los tomos («Das ander Buch», «Das dritte Buch», «Das vierdt Buch», etc.). La numeración del primer libro se incluye a partir de la segunda edición, donde se lee en la portada: Das Erste Buch Der Hystorien Vom Amadis auß Franckreich ("El primer libro de las historias de Amadís de Francia"). Todos los tomos siguientes tienen un título de idéntica estructura, que remite a la serie, y una presentación similar, de forma que se reconocen a primera vista. Los 24 tomos, traducidos por varios autores, uno de ellos al parecer Jacob Rahtgeb von Speyer, se publican hasta 1595, pero los tres últimos tomos son originales alemanes.
Los veinticuatro libros pueden detallarse como sigue:
Libro I: publicado en 1569, es el primer libro del Amadís español.
Libros II y III: publicados en 1570, son el segundo y el tercer libro del Amadís español.
Libro IV: publicado en 1571, es el libro cuarto del Amadís español.
Libro V: publicado en 1572, es una traducción de Las sergas de Esplandián.
Libro VI: publicado en 1572, es el Lisuarte de Grecia de Feliciano de Silva o libro sétimo del ciclo español.
Libros VII y VIII: publicados en 1573, son traducciones del primer y segundo libro del Amadís de Grecia, el noveno libro español.
Libro IX: publicado en 1573, es la primera parte de Florisel de Niquea.
Libro X: publicado en 1574, es la segunda parte de Florisel de Niquea.
Libros XI y XII: publicados en 1574, son traducciones de Rogel de Grecia.
Libro XIII: publicado en 1575, es traducción de la primera parte de Silves de la Selva.
Libro XIV: publicado en 1590, es traducción de la segunda parte de Silves de la Selva.
Libro XV: publicado en 1590, es traducción de El segundo libro de don Silves de la Selva.
Libro XVI: publicado en 1591, es traducción de la Primera parte de Esferamundi de Grecia.
Libro XVII: publicado en 1591, es traducción de la Segunda parte de Esferamundi de Grecia.
Libro XVIII: publicado en 1592, es traducción de la Tercera parte de Esferamundi de Grecia.
Libro XIX: publicado en 1593, es traducción de la Cuarta parte de Esferamundi de Grecia.
Libro XX: publicado en 1593, es traducción de la Quinta parte de Esferamundi de Grecia.
Libro XXI: publicado en 1593, es traducción de la Sexta parte de Esferamundi de Grecia.
Libro XXII, publicado en 1594, original alemán. Publicado en francés en 1615 como El vigesimosegundo libro de Amadís de Gaula (Le vingt et deuxiesme livre d'Amadis de Gaule).
Libro XXIII, publicado en 1594, original alemán. Publicado en francés en 1615, como El vigesimotercer libro de Amadís de Gaula (Le vingt et troisiesme livre d'Amadis de Gaule).
Libro XXIV, publicado en 1595, original alemán. Publicado en francés en 1615, como El vigesimocuarto y último libro de Amadís de Gaula (Le vingt quatrieme et dernier livre d'Amadis de Gaule). El ciclo amadisiano fue continuado por Gilbert Saulnier Duverdier en los tres libros de la serie Le Romant des Romans, pero esta serie no continuó la acción del libro XXIV sino la del XXI, último de la serie de Esferamundi de Grecia.
Otros editores alemanes también publicaron en 1578 la Adjunta al cuarto libro de la historia de Amadís de Gaula y El segundo libro de las sergas de Esplandián, sin incluirlos en la numeración de la serie.

## Conflictos editoriales
Feyerabend se había asegurado los derechos de impresión del Amadís mediante un privilegio, pero los editores de Augsburgo Georg Willer y Michael Manger intentaron competir en el negocio emprendiendo la edición de los tomos suplementarios del Amadís de Mambrino Roseo en 1578-79 (decimosexto y decimoséptimo de la serie), traducidos directamente del italiano, aunque su intento fracasó.

## Los tres tomos de argumento original
Los tres tomos de la continuación original alemana (XXII-XXIV) aparecieron en 1594-95 y se desconocen sus autores; se trata de una continuación a la continuación de Mambrino Roseo, algo realmente difícil ya que el final de la serie diseñado por el escritor italiano era verdaderamente un cierre apocalíptico: en ĺa continuación italiana, titulada generalmente Esferamundi de Grecia, mueren casi todos los personajes centrales: Esplandián, Lisuarte, Amadís de Gaula, Agesilao, Falanges de Astra, don Silves de la Selva y Amadís de Grecia. Pero el proyecto editorial ya había prevenido esta circunstancia y modificó los tomos correspondientes impidiendo la muerte de los personajes en los tomos precedentes. Henrike Schaffert piensa que se trata de una continuación solvente, con aventuras en bosques o castillos encantados, con monstruosidades alegóricas, sexualidad, batallas en masa y torneos, presentadas con la convicción de su valor educativo, y que sus autores debían moverse en el entorno de la imprenta de Jacob Foillet en Mömpelgard (Montbéliard), un enclave de Wurtemberg fronterizo con Francia, donde también fueron traducidos y producidos los tomos XIV al XXI para el editor Feyerabend.